# Chassignelles
Chassignelles és un municipi francès, situat al departament del Yonne i a la regió de Borgonya - Franc Comtat. L'any 2007 tenia 295 habitants.

## Demografia

### Població
El 2007 la població de fet de Chassignelles era de 295 persones. Hi havia 129 famílies, de les quals 37 eren unipersonals (7 homes vivint sols i 30 dones vivint soles), 48 parelles sense fills, 33 parelles amb fills i 11 famílies monoparentals amb fills.
La població ha evolucionat segons el següent gràfic:
Habitants censats

### Habitatges
El 2007 hi havia 169 habitatges, 125 eren l'habitatge principal de la família, 36 eren segones residències i 8 estaven desocupats. 162 eren cases i 6 eren apartaments. Dels 125 habitatges principals, 89 estaven ocupats pels seus propietaris, 33 estaven llogats i ocupats pels llogaters i 3 estaven cedits a títol gratuït; 6 tenien dues cambres, 24 en tenien tres, 35 en tenien quatre i 59 en tenien cinc o més. 87 habitatges disposaven pel capbaix d'una plaça de pàrquing. A 55 habitatges hi havia un automòbil i a 53 n'hi havia dos o més.

### Piràmide de població
La piràmide de població per edats i sexe el 2009 era:
| Homes | Edats   | Dones |
| ----- | ------- | ----- |
| 0     | 95 o +  | 0     |
| 0     | 90 a 94 | 8     |
| 0     | 85 a 89 | 4     |
| 0     | 80 a 84 | 12    |
| 4     | 75 a 79 | 8     |
| 12    | 70 a 74 | 12    |
| 12    | 65 a 69 | 4     |
| 20    | 60 a 64 | 12    |
| 0     | 55 a 59 | 8     |
| 4     | 50 a 54 | 16    |
| 4     | 45 a 49 | 4     |
| 12    | 40 a 44 | 4     |
| 4     | 35 a 39 | 12    |
| 16    | 30 a 34 | 8     |
| 4     | 25 a 29 | 8     |
| 0     | 20 a 24 | 8     |
| 0     | 15 a 19 | 12    |
| 8     | 10 a 14 | 4     |
| 4     | 5 a 9   | 12    |
| 4     | 0 a 4   | 8     |

## Economia
El 2007 la població en edat de treballar era de 166 persones, 122 eren actives i 44 eren inactives. De les 122 persones actives 109 estaven ocupades (57 homes i 52 dones) i 13 estaven aturades (4 homes i 9 dones). De les 44 persones inactives 21 estaven jubilades, 9 estaven estudiant i 14 estaven classificades com a «altres inactius».

### Ingressos
El 2009 a Chassignelles hi havia 139 unitats fiscals que integraven 322 persones, la mediana anual d'ingressos fiscals per persona era de 16.393 €.

### Activitats econòmiques
Dels 8 establiments que hi havia el 2007, 1 era d'una empresa extractiva, 1 d'una empresa alimentària, 3 d'empreses de construcció, 1 d'una empresa d'hostatgeria i restauració, 1 d'una empresa immobiliària i 1 d'una empresa de serveis.
Dels 3 establiments de servei als particulars que hi havia el 2009, 1 era un guixaire pintor, 1 lampisteria i 1 electricista.
L'únic establiment comercial que hi havia el 2009 era una fleca.
L'any 2000 a Chassignelles hi havia 5 explotacions agrícoles.

## Equipaments sanitaris i escolars
El 2009 hi havia una escola elemental integrada dins d'un grup escolar amb les comunes properes formant una escola dispersa.

## Poblacions més properes
El següent diagrama mostra les poblacions més properes.